# 小竹上里
小竹上里，是台灣南部自清治時期至日治初期的一個行政區劃，其範圍即今高雄市的大樹區南部及大寮區北部。
小竹上里北邊為觀音內里，東邊為港西中里，南邊為小竹下里，西邊為鳳山上里、大竹里、赤山里、觀音下里。

## 管轄街庄
小竹上里共轄7個庄：
- 今大樹區境內：大樹腳庄、小坪頂庄、九曲堂庄、無水藔庄
- 今大寮區境內：磚仔磘庄、翁公園庄、山仔頂庄